# Battlefield Band
Die Battlefield Band war eine Folkband aus Schottland.
Der Name der 1969 in Glasgow gegründeten Band bezieht sich auf den Stadtteil Battlefield in Glasgow, aus dem die Gründungsmitglieder der Band stammten.

## Geschichte
Die Ursprünge der Band gehen auf das Jahr 1969 zurück, als Brian McNeill und Alan Reid sich zusammentaten, um Musik zu machen. Ab 1974 wurde die Musik professioneller, und es erschien 1975 beim französischen Label Arfolk das erste Album. In der Geschichte der Band gab es zahlreiche Umbesetzungen. Alan Reid ist als letztes Gründungsmitglied 2010 aus der Band ausgeschieden. Einige ehemalige Bandmitglieder wie John McCusker haben erfolgreiche Solokarrieren gestartet.
Nach einem Album (Beg and Borrow mit Gastmusikern aus Irland, Schottland und den USA), das 2015 erschien und einer abschließenden Tournee in 2016 stellte die Band die Tätigkeit unter dem Namen Battlefield Band ohne weitere Erklärung ein. Die letzte Besetzung trat jedoch unter dem Namen Katz-White-O’Donnell weiterhin auf.

## Stil
Das Motto der Band war „Forward with Scotland’s Past“ (deutsch: Vorwärts mit Schottlands Vergangenheit). Daher vereinte die Gruppe traditionelle schottische Musik mit ihren Liedern und Instrumentalstücken mit neueren Stilrichtungen. Die Instrumentierung spiegelte sich darin wider: von traditionellen Instrumenten wie Dudelsack, Geige, Konzertina bis hin zum Synthesizer.

## Diskografie
Alben
- Scottish Folk (1975)
- Battlefield Band (1977)
- At the Front (1978)
- Stand Easy (1979)
- Preview (1980)
- Home Is Where the Van Is (1980)
- The Story So Far (1982)
- There’s a Buzz (1982)
- Anthem for the Common Man (T1984)
- On the Rise (1986)
- Music in Trust Vol. 1 (1986)
- After Hours: Forward to Scotland’s Past (1987)
- Celtic Hotel (1987)
- Music in Trust Vol. 2 (1988)
- Home Ground – Live from Scotland (1989)
- New Spring (1991)
- Quiet Days (1992)
- Opening Moves (1993)
- Threads (1995)
- Farewell to Nova Scotia (1996)
- Across the Borders (1997)
- Live Celtic Folk Music (1998)
- Rain, Hail or Shine (1998)
- Leaving Friday Harbor (1999)
- Happy Daze (2001)
- Time and Tide (2002)
- Best of Battlefield 1976–2003 (2003)
- Out for the Night (2004)
- The Road of Tears (2006)
- Dookin (2007)
- Zama Zama … Try Your Luck … (2009)
- Line-Up (2011)
- Room Enough for All (2013)
- Beg & Borrow (2015)